# Droga krajowa B477 (Niemcy)
Droga krajowa 477 (niem. Bundesstraße 477) – niemiecka droga krajowa przebiegająca na osi północ - południe i jest połączeniem autostrady A57 na węźle Neuss-Reuschenberg z drogą B51 w Tondorfie w Nadrenii Północnej-Westfalii.
Droga, jest oznakowana jako B477 od połowy lat 60. XX w.